# 悪の女幹部
『悪の女幹部』（あくのおんなかんぶ、Evil Woman Executive）は、2010年にマリゴールドのアダルトゲームブランド・ルネより発売された18禁アドベンチャーゲーム。および、これを原作としたアダルトアニメも発売されている。
本項では、シリーズである以下の作品について記述する。
『悪の女幹部「この私にオシオキだと！？ふざけるなっ！」』
2010年3月26日発売。シリーズ第1作。主人公が自分をこき使ってきた女系国家の女幹部たちへ復讐していく物語。同作は2009年に起きたレイプレイ事件によって過激な表現にブレーキがかかったため、エロティックなコメディ作品として作られた経緯がある。以下『1』と表記。
『悪の女幹部 フルムーンナイト』
2012年3月30日発売。『1』に新エピソード「リゾート編」や新システムなどが追加されたパワーアップ版。以下『フルムーンナイト』と表記。
『悪の女幹部2「キサマなどに教育されてたまるかっ！」』
2014年8月29日発売。シリーズ第2作目。主人公が悪の幹部になりすまし、女幹部たちを敗北させて更生させる物語。ストーリーや登場人物に前作との直接的な繋がりはない。以下『2』と表記。
『悪の女幹部 ペリジーニュームーン』
2020年2月18日よりL-gamesとDMMで配信されている、アイテム課金制ブラウザゲーム。シリーズ第1作をベースに、オリジナルのキャラクターや要素をふんだんに盛り込んでいる。
ルネソフトの広報担当者・ルネマンによると、『悪の女幹部』の続編の要望が大きかったものの、パッケージソフトではビジネスとして成立させにくかったため、ブラウザゲームとして開発することにしたという。
サブタイトルのペリジーニュームーンは英語で綴ると「Perigee New Moon（「近点の新月」という天文学用語）」となる。以下『ペリジーニュームーン』と表記。

## あらすじ
1
（出典：）
月面の女系国家グレート・ルナリアムの唯一の男性幹部であるカツマは、女幹部たちからこき使われ、地球の正義の味方・シルバスターにやられては女幹部たちから馬鹿にされるという屈辱的な日々を送っていた。ある日、彼は女幹部によってシルバスター共々罠にはめられ、シルバスターの一人である十六夜まりあに助けられる。まりあを押し倒した際、カツマの中に眠っていた特殊能力エンブレム・スティールが目覚める。その能力はイカせた相手の「月の紋章」を奪うもので、彼はまりあを丸め込むと同時に、その能力を使って女幹部たちへ復讐していく。
ルナテミスルート
ルナテミスはカツマとの関係や紋章不在が露呈してルナルバースから勘当されるが、何があってもカツマと添い遂げるという意志を見せたことで自分を思い止まらせようとしたカツマを根負けさせる。後に勘当自体がただの演技であったことがわかり、彼との結婚が許されて喜びに浸る。『フルムーンナイト』の追加シナリオでは王としての重責に潰されそうなカツマを良妻として支え、同時に彼との子を欲して膣内射精をせがむようになる。その献身ぶりは幹部達の保護欲を刺激し、全員で支えようと決心させている。
カグヤルート
カグヤはシルバスターを倒した報酬として、建設予定だった人工の海を持つリゾート地を貰い受け、幹部の座を退いてカツマと共に静かな暮らしの日々を送る。追加シナリオでは海に現れる害獣の駆除に苦心していたが、女王を含めた女幹部たちの助力を受けることで駆除を成し遂げた。その後、月有数のリゾート地に成長させた名物女将として親しまれ、夫となったカツマとの間に双子を授かる。
セレーナルート
セレーナはカツマに紋章を盗まれた結果、紋章不在が原因で月経不順に陥る。そして、『無印』では唯一カツマの子供を妊娠する。『フルムーンナイト』の追加シナリオでは幹部の座を退き、娘を出産。一人の妻として夫のカツマを娘と共に支えていくと同時に二人目の妊娠も判明する。
オボロルート
オボロはカツマに紋章を盗まれた結果、重度の匂いフェチになる。さらに、彼を主と認めて彼の悪事に手を貸す。ルートの終盤では、「エンブレム・スティール」を模倣した陣によって女王から紋章を奪い新たな女王となる。その後カツマは復讐に怯えながら日々を過ごしていたが、彼女にその気は無く、むしろ彼を夫（国王）にしようと画策していた。
ダイヤナルート
ダイヤナはカツマを連れて駆け落ちする形でG・ルナリアムを脱走したため、まりあ達のみならず、幹部達からも追われることになる。それでも住まいを転々と変えながらの逃亡生活の中でカツマと結婚し、夫婦生活を営んでいる。かつてのような派手さは無いものの、その生活に幸せを感じている。追加シナリオでは平穏な日常を取り戻すためにステラルクスに協力、ルナルバースを撃破する。
シルバスターED
G・ルナリアム崩壊後、カツマはステラルクス月面支部の隊長に就任し、まりあとつきみは姉妹そろってカツマの副官となる。また、追加シナリオにおいてまりあは彼の子供を妊娠している。
まりあルート
まりあはエビルシルバスターとして敵に寝返るが、その狙いはつきみの潜在能力を更に引き出させ、いつの日かルナルバースを打倒させることにある。こちらの追加シナリオでは新参ながら辣腕を振るって他の幹部達をまとめ上げる大幹部として君臨し、カグヤ以外の幹部達から恐れられる存在となる。
フルムーンナイト・リゾート編
（出典：）
敗北を喫してばかりの女幹部たちは、ルナルバース13世の命により、地球の海水浴場にて特訓合宿を行う。そこへ、月狼族の元族長にしてセレーナの先祖であるヘカテリーナが現れる。さらに、カツマの策略により十五夜姉妹まで現れる。
2
（出典：）
飛村英吾は私立大戸岐学園へ赴任したが、学園は悪の組織「ブラックメルヘン」に支配されていた。正義のヒロイン・バッケンローダーの要請により、英吾はブラックメルヘンに幹部として潜入し、女幹部たちを敗北させて更生させていく。
ペリジーニュームーン
月面の女系国家グレート・ルナリアムの唯一の男性幹部であるカツマは、女幹部たちからこき使われ、地球の正義の味方・シルバスターにやられては女幹部たちから馬鹿にされるという屈辱的な日々を送っていた。ある日、彼は女幹部によってシルバスター共々罠にはめられて始末されそうになるが、女幹部の一人でありカツマの幼馴染でもあるカグヤがルナテミス達に反発してG・ルナリアムを裏切り、カツマを助け出す。
シリーズ第1作のIFストーリーとも言うべき作品で、カツマはカグヤを始めとした様々なヒロインを率いて、宇宙人の侵略から地球を守る隊長として活躍することになる。

## システム
正義の女戦士を利用して女幹部たちを倒してもらい、その女幹部をお仕置きするゲーム内容である。まず、「探索パート」で彼女たちの弱点を調べ上げ、「密会パート」で正義の女戦士の1人であるまりあに情報を流す。それから女戦士たちによる「戦闘パート」の後、「お仕置きパート」で女幹部たちをお仕置きし、特殊能力を用いて紋章を奪うことで主人公の言いなりにする、というのがこのゲームの流れである。どの女幹部から攻略していくかはプレイヤーの自由であるが、順番によってはほかの女幹部の攻略に影響が出ることもある。また、お仕置きするつもりが逆に彼女たちによってお仕置きされてしまうこともある。
『フルムーンナイト』では、幹部同士の3Pが追加されたほか、ルナルバース13世とまりあが攻略可能ヒロインに昇格、お仕置き対象に追加。彼女らのほかに、つきみのルートも追加された。
『2』では学園という狭い環境での生活と生徒との関わりを交えながら、教師としても活動する女教師にお仕置きしていく。

## 登場人物(1)
ムーンナイト / カツマ（名前変更可）
声 - 本多啓吾（アダルトアニメのみ）
階級：クレセントムーン、身長：178cm
主人公。悪の組織G・ルナリアム唯一の男性幹部である。紋章持ちではあるものの、他の女幹部たちがあまりにも優秀すぎて彼の失敗が目立ってしまうため、女幹部たちから馬鹿にされていた。
上記の理由ゆえか戦闘員であるピースムーンを一人も与えられないばかりか、唯一与えられたジュンジローという名の人語を喋る番犬からも見下されている。
十五夜まりあとの関わりで「エンブレム・スティール」に目覚め、自分を陥れた女幹部への復讐を決意する。
彼の故郷であるムーンランド王国は女系国家であり、傘下にあるG・ルナリアムも女性が多く、カツマは男性としては国王を除いて最も高い地位にいる。弱い立場にいる本国の男性からは希望の星と見られており、玉の輿を狙う女性の下位構成員も多いが、カツマの危険性を熟知している女幹部から牽制されている（これはピースムーンを与えてもらえない大きな要因ともなっている）。
『フルムーンナイト』では完全にバカンスに浸る幹部達のだらけきった姿を見て逆に危機感を募らせ、まりあに情報をリークする。また、リゾート編ではピースムーンの紋章盗難事件に巻き込まれてしまう。
『ペリジーニュームーン』では、ルナテミス達の罠によってシルバスター共々始末されそうになるところをカグヤに救われ、彼女やまりあと共に地球を宇宙人の侵略から守るため、様々なヒロイン達を率いる隊長として戦う事となる。
ルナテミス / ルルーナ・フォンブラウン・ムーンランド
声 - 平野響子
階級：フルムーン、身長：169cm
悪の女幹部たちのリーダーにしてムーンランド王国のお姫様である。G・ルナリアム組織のリーダーの証「フルムーン」の紋章を持っている。お姫様という立場故プライドが高いが、王族であることと幹部達のリーダーであることを誇りに思っている。女性たちに囲まれて育ったことから、女幹部の中でカツマのことを最も見下しており、隙あらば摘み出そうといるが、母である女王からの厳命によってそれができず、内心ではかなり苛立っている。母であるルナルバース13世からは「ルナ」と呼ばれている。
地上ではムーンランド王国からの留学生としてつきみと同じ学園に通っている。ただし、お姫様であることによる慢心から勉強は一切しないため成績はかなり悪く、時としてそれが弱点にもなる。また、苦手と言い切るほどの料理下手で、母をトラウマに陥らせたほど。
剣技に長けており、王家に伝わるレイピア（『フルムーンナイト』では「ルナリアンサーベル」に名称変更）を得物としている。また、地上で生活する際は髪を金色にしているが、戦闘時には髪を紫に戻し、ドラゴンをモチーフにした衣装（『フルムーンナイト』では「月光龍の鎧」に名称変更）をまとう。ちなみに左利きである。
リゾート編では、特訓のほかにも、夏休みの課題に悪戦苦闘する。
『ペリジーニュームーン』では、アナザーアルテミスという平行世界のアルテミス（声は同じく平野響子）が登場する。褐色肌で隻眼（左目を眼帯で覆っている）など、オリジナルと対極に近い色彩と容貌を持ち、力を追い求めるストイックな性格になっている。反面、カツマに対する愛情はオリジナル以上で、カグヤとまりあは焦りを募らせてしまうことに。
カグヤ / 月影輝夜（つきかげ かぐや）
声 - 片倉ひな
階級：ハーフムーン、身長：167cm
無口な女忍者にして月影流忍術を使いこなす天才。カツマとは同じ孤児院の幼馴染であり、他の幹部と違って彼のことを気遣っているが、当の本人からは驕りからの同情と思われており、物語冒頭で自分も一緒にカツマを罠に嵌めてしまったことには少なからぬ罪悪感を持っている。カツマとは対照的に幹部としては有能であり、そのことがカツマの劣等感と屈辱感、そして復讐心を余計に煽っている。
人前に出るのを嫌い、影からターゲットを討つことを信条としているが、実は極度のあがり症で、部下からのカラオケの誘いなどもすべて断っている。しかも極度の下戸であり、少量の酒でも暴走するほどの酒乱。
地上ではムーンランド王国大使館でメイドをしているが、戦闘時はボディスーツのような忍者装束を着用する。
得物は「シャドウセイバー」という銘を持つ二振りの忍者刀（形状としては脇差あるいは大脇差）で、腰に×字交差させて携帯する。このシャドウセイバーは柄頭同士を連結させることによって、「ダブルシャドウ」と呼ばれる両刃刀形態に出来る。
なお、月影流忍術は過去に途絶した忍術流派であり、孤児であったカグヤはこれを復活させた功績で月影の姓を与えられ、名乗ることを許されている。
『フルムーンナイト』ではアナルセックスなどの倒錯プレイにも身を委ねるほどカツマと愛し合う。また、彼のために滋養や栄養を考えたメニューを出す等、料理も人並み以上にこなせることが判明。リゾート編では念願の海に来れたが、人ごみが苦手で複雑な心境である。更にはカツマに対する思考パターンがまりあと被ることも判明し、密かにライバル関係となる。
『ペリジーニュームーン』では、カツマへの想いから、彼を罠に嵌めて始末しようとするルナテミス達のやり方に耐え切れなくなり、G・ルナリアムを裏切ってカツマを救出。これによって、新たな物語の幕が切って落とされるという展開になっている。
エファナティカ / エファ・グラナーダ
階級：ハーフムーン、身長：174cm
声 - 一色ヒカル
カグヤと同じ階級の女幹部。一見すると常に笑顔を絶やさない優しい人物だが、本性はサディストにして快楽主義者である。
「狂魔元帥」の異名を持つ。王国と女王への忠誠心故、魔道に堕ち、悪魔のような姿と魔力を持ったため、幹部達の中で最も変身によるギャップが激しい。だが、本人は自身の姿が変わったことに対して肯定的にとらえている。元の姿の名でもある「エファ」と略されて呼ばれることも多い。また、変身後は猛烈に口が悪くなる。
地上ではムーンランド王国大使館の館長を務めている。
軍服を基にしたコスチュームを纏い、鉤爪状の武器「デモンズフック」を武器にして戦闘に挑む。
『フルムーンナイト』で判明するが、実は寝起きが非常に悪く、セックスしながら大あくびをしてしまう場面がある。リゾート編では、多忙な日々を忘れて穏やかな時間を楽しむ姿を「おばさん臭い」とディアナに揶揄され、カツマにその悩みを打ち明ける。
セレーナ / セレイン・チャン
声 - 野神奈々
階級：クレセントムーン、身長：176cm
ムーンランド王国の武闘派一族である「月狼族」の若き族長にして、一族に伝わる拳法・「獣狼拳（『フルムーンナイト』では月狼拳に名称変更）」を使うことができる女幹部にして、王国一の体術の使い手。オボロとは研磨しあうライバル。
あまり物事に動じない一方、大雑把かつ間抜けである。また、口が悪く、カツマに対しても悪友のように接している。
地上にあるムーンランド王国大使館では護衛を務めているが、近辺では事件があまり起きないため、商店街で肉まんを買い食いしていることが少なくない。
変身後はチャイナドレス風のコスチュームを纏い、獣狼拳（月狼拳）による赤手空拳を主軸に「王王棒（ワンワンロッド）」という名の長棍も使う。
オボロ / 朧兎子（おぼろ とうこ）
声 - 青井美海
階級：クレセントムーン、身長：158cm
ムーンランド王国の一種族「月兎族」 の長であり、札や陣など権謀術を使うことができる。セレーナとは研磨しあうライバル。
地上にあるムーンランド王国の大使館では、事務・経理を担当している。地球人の姿では眼鏡をかけている。貧乳と小柄な体格であることにかなりのコンプレックスを持つ。
実は重度のカナヅチで水（特に海水）で濡れることが嫌いなため、リゾート編では海水浴に対して消極的になっている。巫女服のようなコスチュームを纏い、霊符や式神を駆使するほか、自らの式神を体に纏わせることで手足が兎のものに変化するが、満月の夜に変身すると狂おしいほどの性欲に支配され、記憶も曖昧になる。加えて、直接戦闘力があまり高くないのが弱点。
追加シナリオでは、女王としての激務の反動からこれまで以上にカツマに甘えだす。子供を作りたいと考えているが、女王として認められるまで我慢すると考えている等、責任感が強い一面が見られる。セレーナの追加シナリオにも登場しており、彼女の娘を溺愛している。
ダイヤナ / ディアナ・アーマーン
声 - 小林由奈/海原エレナ（アダルトアニメ版、ペリジーニュームーン）
階級：クレセントムーン、身長：164cm
地球に暮らしていた月の人間の子孫で、女王のスカウトを受けてG・ルナリアムについた。任務を達成したら、世界中の宝石を自分のものにする、と女王と約束している。自身の過去について詮索されると怒ることが多い。カツマに対しては何らかの差別などは行っておらず、体の良い小間使いのような感覚で接している。
エファナティカ同様享楽的ではある一方、崇高な信念は持ち合わせておらず、俗物的で欲望に正直である。「ディアマンテ」と名付けられた巨大なキセルを用いて炎を自在に操る。
地上にあるムーンランド王国の大使館では広報・営業を担当しているが、さぼっていることが多く、エファに度々怒られている。
快楽主義である反面、家庭的な一面があり、家事や料理は得意中の得意。
実は元シルバスター隊員であり、結婚詐欺の発覚が切っ掛けで脱走し、G・ルナリアムに入った経緯がある。人事に詳しいまりあですら覚えていなかったほど、当時はとても地味で目立たない女性であった。過去を詮索されると怒るのはそのためであり、上記の派手さや快楽主義は過去の反動によるもの。『ペリジーニュームーン』で本名が「園子・ホープ・吉野（そのこ・――・よしの）」であることが、公式Twitterで過去の姿と共に判明した。
ルナルバース13世
声 - サトウユキ
階級：ダブルムーン
G・ルナリアムの女王でルナテミスの母。フルムーン一族を凌ぐダブルムーンの紋章を持っている。王国のことを常に考え部下たちにも寛容な反面、男女・階級を問わず性的な関係を結ぶことも多い。かつてルナテミスから手料理を振舞われたことがあるが、あまりの惨状にトラウマを植え付けられて以降、娘が作る料理が苦手。
実は未亡人。幼い姿に反して長い年月を生きており、とてつもない魔力を内に秘めている。
『フルムーンナイト』でヒロインに昇格して攻略が可能となる。追加シナリオでは、亡き夫に対して操を立てるために幼い姿をとっていることが明らかになる。同時に妙齢の女性にも変身可能であるが、これはルナルバースに最も親しい人物しか知らない。
カツマのようなヘタレが好みのタイプであり、『無印』でカツマを追放しようと企んでいた娘に残留させるよう厳命した。本人は「野望を持って下剋上をしてくる姿に応援したくなる」との話すものの、周囲からはベタ惚れと認識されている。『フルムーンナイト』ではカツマとの関わりがより深く掘り下げられる。
十五夜つきみ（じゅうごや つきみ）
声 - 安堂りゅう
身長：159cm
正義のヒロイン・シルバスターの一人。ルルーナとは親友（だと本人は言っている）。明るく元気な性格をしている。
外見や言動とは裏腹に学力が高く、テストでも常に上位を取っている。このゲームの性質上、カツマの思惑を知らずに戦い続けている。潜在能力は高く、カツマが情報を流しているとはいえ、幹部の技を模倣したり、策略を看破している。勘が極めて鋭く、ルート次第ではまりあの言動からカツマとのつながりを探り当てている。
『フルムーンナイト』でヒロインに昇格、専用のルートが用意されている。
十五夜まりあ（じゅうごや まりあ）
声 - サトウユキ
身長：165cm
つきみの姉で、妹の援護を行う。カツマと関わったが故に彼をエンブレムスティールの力に目覚めさせてしまう。その後カツマが内通者となり、女幹部たちの弱点をばらすことで対策を立てていく。
リゾート編ではカツマが海に行くことを知って強引について行くが、ひょんなことからルルーナの課題を知り、勉強に付き合うことになる。
つきみとは反対に慎重で控えめな性格だが、カツマや仕事・勉学等のことになると性格が変わる。同じ男を好きになった女同士だからか、カグヤとは非常に相性が悪い。
ルート次第では最終的に悲惨な目に遭ってしまうが、潜在能力は妹を凌駕するほど凄まじいものがあり、あるルートではカツマと融合して本気のルナルバースを倒している。
『フルムーンナイト』ではヒロインに昇格し、専用のルートが用意されている。
ピースムーン
G・ルナリアムの戦闘員。女幹部全員に部下として配されている一方、カツマだけには「幹部として役に立っていない」という理由から一人も与えられていない（真の理由は、G・ルナリアムでは立場の弱い男性たちにとって、カツマが希望の星とまで呼ばれ、ピースムーンたちが玉の輿と狙っているのを女幹部らが危険視しているため）。服装はそれぞれに仕えている幹部の服を模しており、外見も全員似ているが、性格は上司の影響を受けているものが多い。カツマに対しても個々の対応が異なり、好意や嫌悪を抱く者もいれば、関心を示さない者もいる。
『フルムーンナイト』では彼女たちのうちの一人の紋章が盗まれるという騒動が発生し、カツマがこれに巻き込まれる羽目になる。
ジュンジロー
声 - 本多啓吾
月面ドーベルマンという知性を持ち人語を話す犬型生物で、ピースムーンを与えてもらえないカツマが唯一与えられた部下。
自堕落かつ横柄な性格で、常に文句や愚痴を言いながらカツマを見下し、番犬としての仕事もしない。

### 登場人物（フルムーンナイトから登場）
ヘカテリーナ
声 - 鶴屋春人
セレーナの先祖で、彼女の話題に出てくる「ばっちゃん」と呼ばれていた人物その人。民宿の女将にして、女幹部たちの指導教官でもある。見た目は左目のつぶれた狼女。ルナルバース13世とは古くからの知り合いで、お互いにクソババア呼ばわりする。
実は紋章強奪事件の真犯人で、今回の事件も女王との決着を付けるためだけに引き起こした。重度の修業中毒であり、口伝から修業方法を探り当てて奥義を習得するなどの反則染みた肉体スペックに加え、生命エネルギーを奪って自身の肉体を若返らせる力を持つ『リバース・エンブレム』を所持している。本人曰く、男に尽くすタイプ。
『ペリジーニュームーン』でも若返った姿がユニットとして登場している。

## 登場人物(2)
ヤンキーサンダー / 飛村 英吾（とびむら えいご）
声 -
身長：182cm キャスト：村人？
『2』の主人公。元ヤンキーの教師で「不良の気持ちが分かる先生がいても良いだろう」と一念発起したのものの、その経歴が仇となって就活浪人になっていた。仕事の機会を二度も奪ったブラックメルヘンを憎んでいる。売られた喧嘩は即座に買う等、言動の端に不良時代の名残が残っているものの、人情家で生徒には甘い。また、幹部達が生徒や子供に対して直接手を下そうとした時には身を挺してでも止めようとする。
バッケンローダーとブラックメルヘンの戦いを目撃してからは、紆余曲折を経て幹部達のお目付け役兼お仕置き役に収まる。
牛神様との繋がりによって「超教育」という能力を得ており、教育の場にいる限りは教え子に対して命令ができる（学園長の許可があれば幹部も例外ではない）。他にも相手を無理やり教え子認定する「師弟の証」も持っている。教職業に置いても有利に働く能力だが、彼自身は生徒に対してこの能力を使うことを禁じている。ただし、夜叉（夜日楽）に対してはやむを得ず使用した。
修羅姫（しゅらひめ） / 大江山 明日楽（おおえやま あすら）
声 - 計名さや香（『2』） / 葵時緒（『ペリジーニュームーン』）
身長：178cm キャスト：鬼
鬼族の代表であり、鬼族の地位向上のためにブラックメルヘンに参加している。
バッケンローダーとは桃太郎と鬼の因縁から本編以前より戦っているが、未だ決着はついていない。超が付くほどに真面目で結構な人間嫌いだが、本来は他人を恨んだり憎んだりできない性分である。
修羅姫は鬼族としての名前であり、別名である轟天童子も称号に近いものである。明日楽は人間としての戸籍名であり、妹の夜日楽も同様である。苗字である大江山は鬼たちを纏める名家の一つ。
実は鬼族は気性は荒くとも非道を好まない種族であるために、ブラックメルヘンのやり方には否定的である。上記の目的で参加している明日楽は実家からは勘当されている身であるが、実家から出る際に妹である夜叉こと夜日楽を部下として無理やり連れ出している。
指向性の爆薬を仕込んだ金棒を得物にしており、戦闘時にはその金棒を自身の有り余るパワーで振るってゴリ押しも同然の戦闘スタイルを取る、典型的なパワーファイター。
教師としては古文を教える才媛なのだが、それ以上に極度の肉体派なため、学園のトレーニングルームでいつも筋肉を鍛え上げている。
また、融通が利かない性格と常に厳しい顔つきをしているため、生徒からは敬遠されている。
グリムロック / グレーテル＝グリム
声 - 藤堂みさき
身長：167cm キャスト：魔女
魔女ギルドから派遣されたヨーロッパ出身の魔女の末裔。自身も周りも巻き込む不幸体質で、「皆で不幸せになろう」がモットーだが、これは悪意ではなく「不幸になれば悲しんだり失望することもないだろう」という考えから来るもの。なお、その不幸はクィン・テイルをも巻き込むほど。
戦闘時には右手に装着した銃や様々なギミックを持つ帽子を使って相手を翻弄する。右手の銃は自身の不幸を魔法の弾丸に変換して射出、当たった相手を不幸にする能力がある。接近戦に持ち込まれても自身の不幸体質で落雷や地震などが発生するためにうかつに近づけない。
教師としては英語を担当している。あまり他人とは関わりたがらないタイプだが、部下や生徒の相談によく乗るなど、実は面倒見がよい。ただし、極端なネガティブ思考からマイナス方向の答えしか出さないので、部下以外の者たちを大抵鬱にさせてしまう。
グリムロックの部下
声 - 杉原茉莉
キャスト：魔女
グリムロックの弟子たち。彼女よりは学園に馴染んでいる。
ハルカプトラ7世 / 七町 遥架（ななまち はるか）
声 - 星野七海
身長：172cm キャスト：スフィンクス
「マシンファラオ」と呼ばれる古代エジプトの管理・守護の為に作られた人工生命体で、自身はその第七世代に当たる。
本人は人間を模倣していると称して大雑把な行動・言動をとる上、傲慢かつ尊大な性格なので人間を見下している。それゆえ生徒に対しても容赦なく直言するため、保護者一同から名指しで嫌われるなど外部からの評判は極めて悪い。このせいでPTAからのクレームや教育委員会との摩擦も多く、学園長には度々怒られている。
戦闘時はロケットパンチや機関銃を駆使する他、科学的造詣が深いサイレーンが作った装備を利用する。そのため、普段連携が取れない幹部達の中ではサイレーンとの繋がりが強い（ただし任務時は別）。日常の面でも彼女にメンテを頼んでいるが、その際に余計な機能や装備が追加されることもあるので本人は迷惑気味である。
教師としては保健体育を担当している。教師の時は人間型のボディを使用しているが、生徒の間では「腕や首が取れる」という噂が立っている。
自身の量産型（声 - 夢野ぼたん）を部下として運用しており、量産型とは感覚をリンクしている。
Dr.サイレーン / 瀬戸 珠魚（せと たまお）
声 - 椎那天
身長：168cm キャスト：人魚
人魚族の天才児。幼少期に『人魚姫』を読んで以来、科学に傾倒していった変人である。ややナルシシズムが強く、自分以外は凡才であると決めつけている。学者肌は肉弾戦に弱いという定説を崩すために自身の肉体改造を行っており、特にプロレスを好む。
幹部達の中では最年長に入るが、科学知識に偏り過ぎたせいで性格は一番子供っぽく、肌を晒すことや肉体的接触に羞恥心が無い。一方で、周囲から婚期に遅れていることは指摘されているため、この点においては内心焦っている。ハルカプトラのメンテも請け負っているが、対価としてマシンファラオの科学技術を分けてもらうギブ＆テイクな関係を築いている。同時にハルカを自分の妹のように可愛がっている。
教師としては保険医を担当している。怪しい薬を生徒や先生に普通に投与するので、数ある保健室の中でも彼女が担当している場所は危険地帯と化している。
サイレーンの部下
声 - 冬原透木
キャスト：人魚
サイレーンと同じく科学に心酔した人魚たち。部下たちの中では学生生活を一番楽しんでいる。
バッケンハンター / マーガレット・ロート
声 - 渋谷ひめ
身長：152cm キャスト：狼
突然現れたバッケンローダーを付け回す少女。性格は天真爛漫、好奇心旺盛で人懐っこい。勝手気ままに行動するうえにバッケンローダーを一度倒しているため、英吾以上に他の幹部からは嫌われている。一方で世話を押し付けられた英吾に対しては他の幹部達と違って差別的な態度を取らなかったことから気に入り、以降は彼に懐いている。彼女自身は学園に来る前のことは一切覚えていないが、クィン・テイル曰く「ヨーロッパにいた頃の僚友」とのこと。
学生として行動しており、転入後は桃花と夜日楽とルームメイトになる。男女問わず惹き付ける魅力とカリスマ性の持ち主。
戦闘時には狼をモチーフにしたバトルスーツをまとい、左手に短剣、右手に拳銃を持ち、これを同時に用いて戦う。
バッケンローダー / 吉備 桃花（きび ももか）
声 - 疾風はる
身長：156cm キャスト：桃太郎
バッケンシリーズと呼ばれる戦士の一人。ブラックメルヘンを追って学園に転校した際に担当の英吾に目を付けて協力を迫る。
戦闘では唯一の武器である「大桃切」で力任せに敵を打ち破っていくのが基本的なスタイル。一方では英吾が掴んだ弱点を元に騙し討ちや毒を盛るなどの卑怯な戦法も好んで使っており、勝つためなら手段を選ばない合理主義な面も強い。
黙っていれば優等生だが、実際は担当教師の英吾を顎でこき使う生意気な性格をしている。代々戦士の家系で、母と祖母からスパルタ気味の教育を受けた反動から、実生活はかなりズボラである。母と祖母を「鬼ババ共」と呼んで密かに嫌っており、寮生活になったことを心底喜んでいる。
ルームメイトの夜日楽との関係は良好どころか、家事その他面倒事を進んでやってくれる彼女に依存している。一方、後からルームメイトになったマーガレットに関しては事あるごとに絡んでくるために自分の時間（＝英吾の部屋で主にゲームをしながらゴロゴロする時間。本人曰く「作戦会議」）が奪われるうえ、戦闘でも結構な頻度で邪魔してくるために嫌っている。
夜叉 / 大江山 夜日楽（おおえやま やすら）
声 - 桜水季
身長：149cm キャスト：鬼
修羅姫の妹にして、修羅姫の唯一の部下。
心優しく控え目、とおおよそ戦いに向かない性格で、普段は鬼族とは思えないほど非力だが、本気を出せば姉に勝るとも劣らない力を発揮するらしい。一方で学業生活はクラスの委員長を務めるほどに優秀で、女幹部達に蛇蝎のごとく嫌われる英吾ともきちんと接している。またルームメイトの桃花を甲斐甲斐しく面倒みているため、立場上敵対しているにもかかわらず、むしろ依存されている。
姉に無理やり連れてこられる形でブラックメルヘンに参加しているものの、自身は生徒を利用する組織のやり方には疑問を抱いている。
バッケンローダーの大桃切に斬られて発情してしまったために英吾と最初に肉体関係を持ち、「師弟の証」を結ばされてしまったのをきっかけに、事あるごとに貧乏くじを引かされるものの、ブラックメルヘンに対する疑念もあって、後に自らの意思で英吾に協力するようになる。また、本編の進行次第では、英吾のことを誰よりも深く愛していく。
クィン・テイル / 古賀 道子（こが みちこ）
声 - 誓い（『2』) / 長原杏子（『ペリジーニュームーン』）
身長：164cm キャスト：女王
ブラックメルヘン日本支部の女首領。
見た目こそ中年のおばさんだが、曲者だらけの組織を力でねじ伏せ、様々な業界の有力者とのコネを持つ。実務能力や折衝能力の面から、学園長としても高い評価を受けている。バッケンハンターことマーガレットについて、何かしらの関わりを持っている。ブラックメルヘンの正体を隠すためとはいえ、幹部たちの問題行動に対して自分で動いたり英吾に調査させる、珠魚の婚期を気にしてお見合いの世話をするなど、プライベートも面倒見が良い。
『ペリジーニュームーン』で『2』本編とは全くと言っていいほどに違う雰囲気の美女となって登場。現状はユニットとしての登場のみで、メインシナリオでの関わりはない。
阪田 透（はんだ とおる）
声 -
仕事もプライベートもそつなくこなす英吾の同僚。英吾よりも先に赴任し、教師業に慣れていない彼に何かと助け舟を出す。 完全な一般人であり、本編にも深く関わることはない。
牛神様（うしがみさま）
声 - / 一色ヒカル（『ペリジーニュームーン』）
キャスト：天神様の神獣
教育の神、天神様の神獣。敵対しているブラックメルヘンの野望を挫くために英吾に能力を提供するなどの協力をしている。教育の神として教師歴が浅い英吾に何かと薀蓄を話すことも多い。幹部には容赦はしないが、生徒に対しては英吾より厳しくも甘い部分がある。
『ペリジーニュームーン』では、「牛神様 アナザーver.」という女体化した姿のユニットとして登場する。

## スタッフ
1
（出典：）
- 原画：ジェントル佐々木、あまぎみちひと、吉井ダン
- シナリオ：大神キリン、川原圭人、須々木鮎尾、桃梨蜜柑ほか

フルムーンナイト
（出典：）
- 原画：ジェントル佐々木、あまぎみちひと、吉井ダン
- シナリオ：大神キリン、川原圭人、須々木鮎尾、桃梨蜜柑、K-TOK

2
（出典：）
- 原画：ジェントル佐々木、あまぎみちひと、TTT
- キャラクターデザイン：Mがんぢー、吉井ダンほか
- シナリオ：K-TOK、大神キリン、川原圭人、桃梨蜜柑
- プロデューサー：千田友紀

## 主題歌
「黒い蝶♀」
歌・作詞：織姫よぞら / 作曲：ジルブラッド

## アダルトアニメ
シリーズ一覧
- 悪の女幹部 第一話 掌握の力 覚醒（2011年11月18日発売）MGOD-0079
- 悪の女幹部 第二話 淫獣のしつけ（2012年3月23日発売）MGOD-0083
- 悪の女幹部 フルムーンナイト 第一話 肉袒牽羊（2012年12月21日発売）MGOD-0098
- 悪の女幹部 フルムーンナイトR
  - 『フルムーンナイト』の「リゾート編」を原作としたOVA。

  1. 喋喋喃喃（2020年10月2日発売）GLOD0132
  2. 蚤知之士（2020年11月6日発売）GLOD0134

スタッフ（アダルトアニメ）
悪の女幹部
- 原作：『悪の女幹部』（ルネ）
- 企画：こっとんど〜る
- プロデューサー：小娘好
- 監督：雷火剣
- 脚本：寺野竜
- キャラクター原案：ジェントル佐々木
- キャラクターデザイン・作画監督：本田P三
- 絵コンテ：どしだ友昭
- 演出：神原敏昭
- 動画・背景：ANIFFICTORY
- 色彩設計・色指定・仕上検査：キナコマイスター
- 撮影：紫庵
- 編集：新海コウキ
- 音響監督：中川達人
- 録音スタジオ：タバック
- 音響製作：AG-promation
- アニメーション制作：ティーレックス
- 製作：ルネピクチャーズ

悪の女幹部 フルムーンナイト
- 原作：『悪の女幹部 フルムーンナイト』（ルネ）
- プロデューサー：小娘好
- 企画：こっとんど〜る
- キャラクター原案：ジェントル佐々木、あまぎみちひと、吉井ダン
- 監督：雷火剣
- 絵コンテ：どしだ友昭
- キャラクターデザイン：本田P三
- 脚本：寺野竜
- アニメーション制作：ティーレックス
- 製作：ルネピクチャーズ

## 反響
本作は、アダルトゲーム専門誌「メガストア」の美少女ゲーム売り上げランキングにて7位にランクインした。